# Michail Walerjewitsch Sewostjanow
Michail Walerjewitsch Sewostjanow (russisch Михаил Валерьевич Севостьянов; * 24. Juli 1980 in Angarsk, Russische SFSR) ist ein ehemaliger russischer Eishockeyspieler. Zuletzt spielte er für den ZSK WWS Samara  aus der Wysschaja Hockey-Liga unter Vertrag steht. Sein Zwillingsbruder Sergei Sewostjanow ist ebenfalls professioneller Eishockeyspieler.

## Karriere
Michail Sewostjanow begann seine Karriere als Eishockeyspieler beim HK Lada Toljatti, für den er von 1998 bis 2006 in der russischen Superliga aktiv war. Parallel spielte er zwischen 1998 und 2000 für ZSK WWS Samara sowie in der Saison 2000/01 für Molot-Prikamje Perm. Mit Lada Toljatti wurde der Angreifer in der Saison 2004/05 Vizemeister. Während der Saison 2005/06 wechselte er gemeinsam mit seinem Zwillingsbruder zu deren Ligarivalen Chimik Moskowskaja Oblast, für den er die folgenden eineinhalb Jahre auf dem Eis stand. Für die Saison 2007/08 unterschrieb der Flügelspieler beim amtierenden Meister HK Metallurg Magnitogorsk, bei dem er sich im Gegensatz zu seinem Bruder jedoch nicht durchsetzen konnte, so dass er in nur einem Spiel für Magnitogorsk auf dem Eis stand und den Rest der Zeit bei dessen zweiter Mannschaft in der drittklassigen Perwaja Liga verbrachte. Die Spielzeit beendete er in der Superliga bei Metallurg Nowokusnezk. Im Sommer 2008 wechselte Sewostjanow – erneut gemeinsam mit seinem Bruder – zu Amur Chabarowsk in die neugegründete Kontinentale Hockey-Liga, in der er in der Saison 2008/09 spielte.
Im Sommer 2009 unterschrieb Sewostjanow einen Vertrag bei Jermak Angarsk in der Wysschaja Liga, der zweiten russischen Spielklasse. Ab der Saison 2010/11 nahm er mit der Mannschaft am Spielbetrieb der neuen zweiten russischen Spielklasse, der Wysschaja Hockey-Liga, teil.

## Erfolge und Auszeichnungen
- 2005 Russischer Vizemeister mit dem HK Lada Toljatti

## KHL-Statistik
(Stand: Ende der Saison 2010/11)